# Psychophagus
Psychophagus is een geslacht van vliesvleugeligen uit de familie Pteromalidae. De wetenschappelijke naam van dit geslacht is voor het eerst geldig gepubliceerd in 1904 door Mayr.

## Soorten
Het geslacht Psychophagus is monotypisch en omvat slechts de volgende soort:
- Psychophagus omnivorus (Walker, 1835)